# Списък на реките в Албания
А — Б — В — Г — Д —
Е — Ж — З — И — Й —
К — Л — М — Н — О —
П — Р — С — Т — У —
Ф — Х — Ц — Ч — Ш —
Щ — Ю — Я

## Б
- Бели Дрин (175* km, в Албания - ? km), дясна съставляваща на Дрин
- Бериша
- Бистрица (25 km), влива се в Йонийско море
- Бояна (41 km), влива се в Адриатическо море

## В
- Валбона (32 km), десен приток на Дрин
- Вьоса (280* km, в Албания - 210 km), влива се Адриатическо море

## Д
- Девол (196 km), дясна съставляваща на Семани
- Дрин (160 km), влива се в Адриатическо море
- Дрино (85 km), ляв приток на Вьоса

## Е
- Ерзен (109 km)

## З
- Зеза

## Л
- Лим (220* km, в Албания – 12 km)
- Люма

## М
- Мати (115 km, 2441 km2), влива се в Адриатическо море

## О
- Осум (161 km, 2073 km2), лява съставляваща на Семани

## С
- Семани (85 км, 5649 km2), влива се в Адриатическо море
- Сушица (80 km)

## Т
- Тирана

## Ч
- Черни Дрин (159* km, в Албания - ? km), лява съставляваща на Дрин

## Ш
- Шкумбини (181 км, 2376 km2), влива се в Адриатическо море